# Trillium smallii
Trillium smallii är en nysrotsväxtart som beskrevs av Carl Maximowicz. Trillium smallii ingår i släktet treblad, och familjen nysrotsväxter. Inga underarter finns listade.

## Bildgalleri

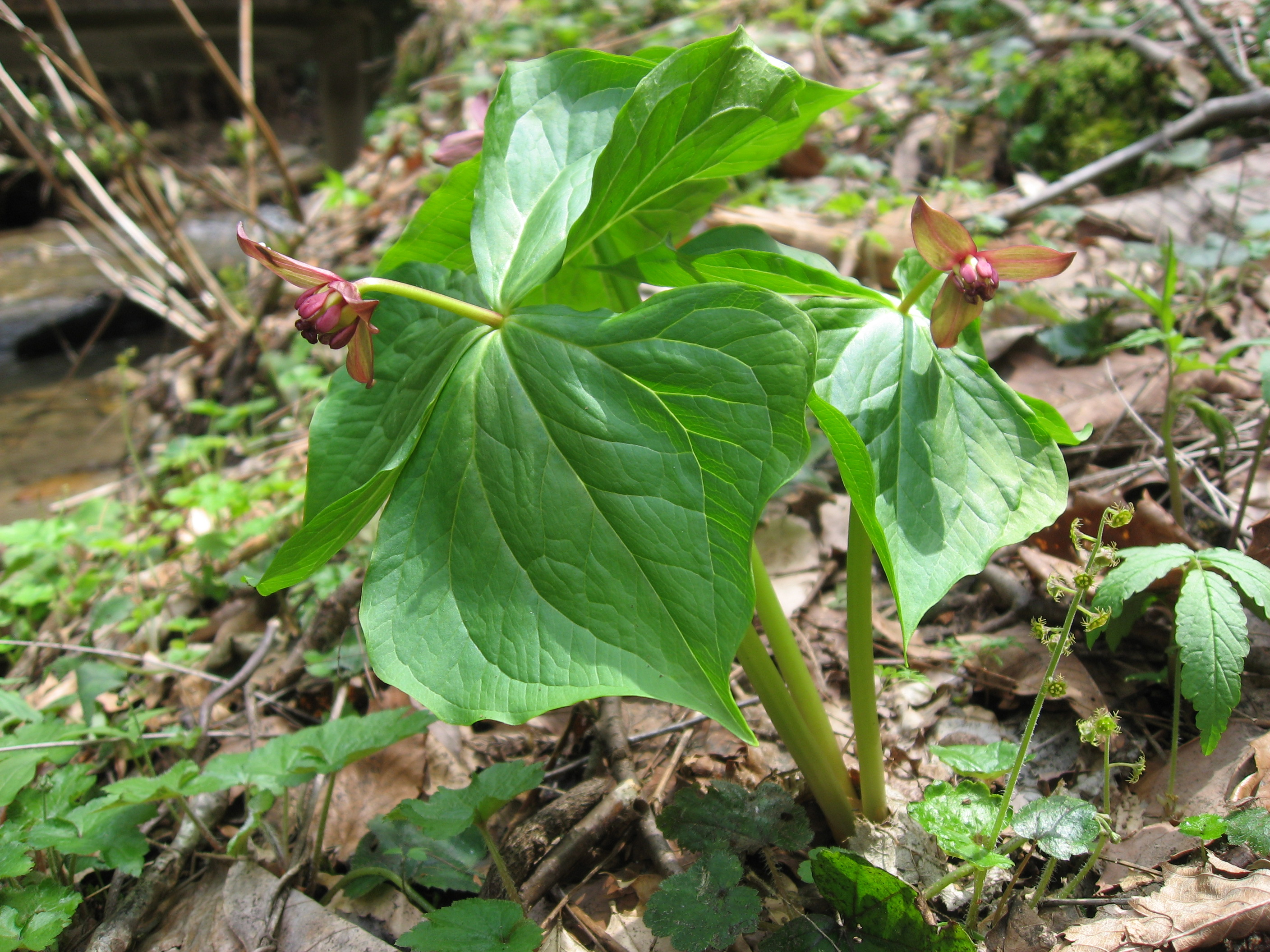
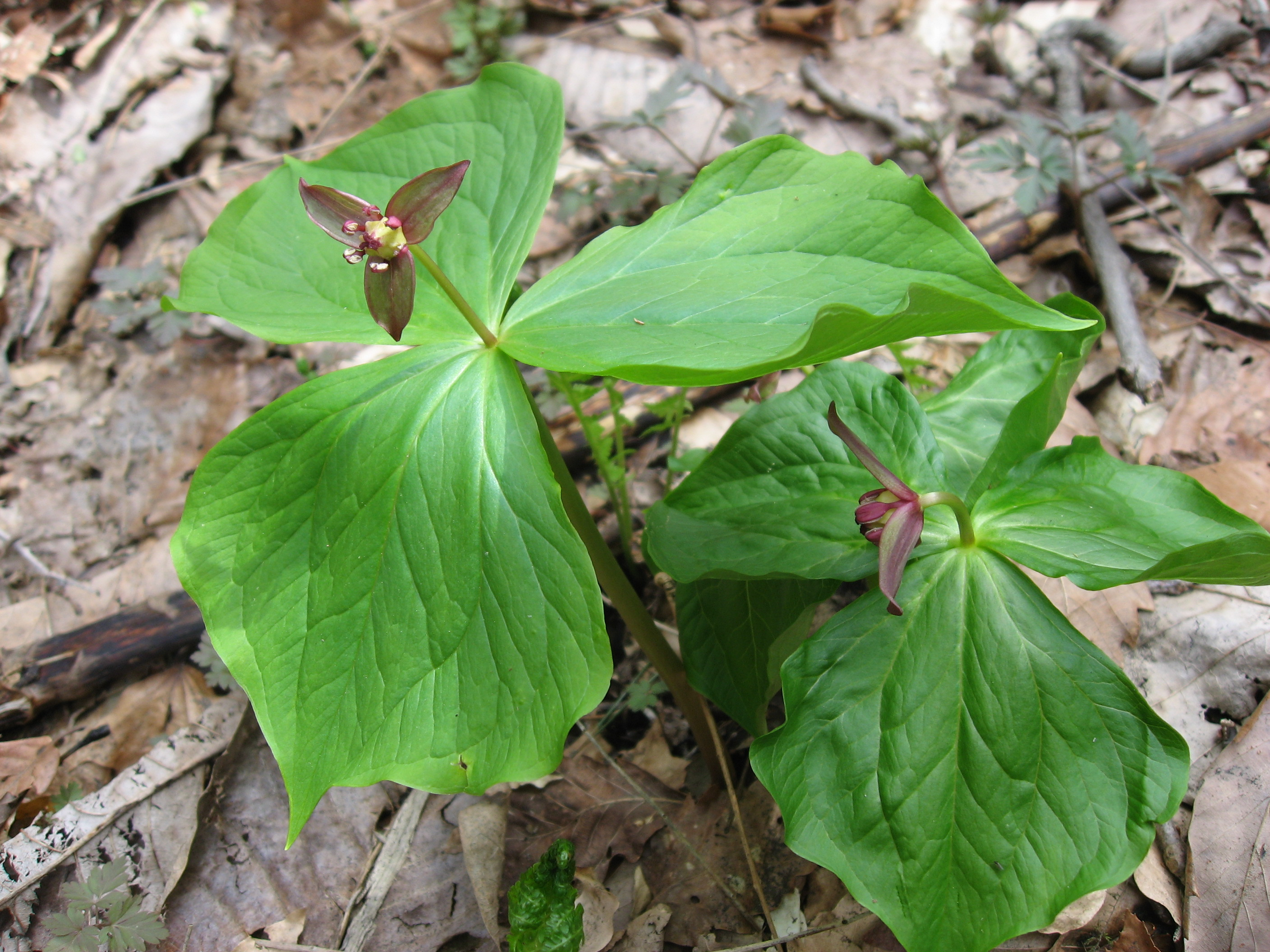
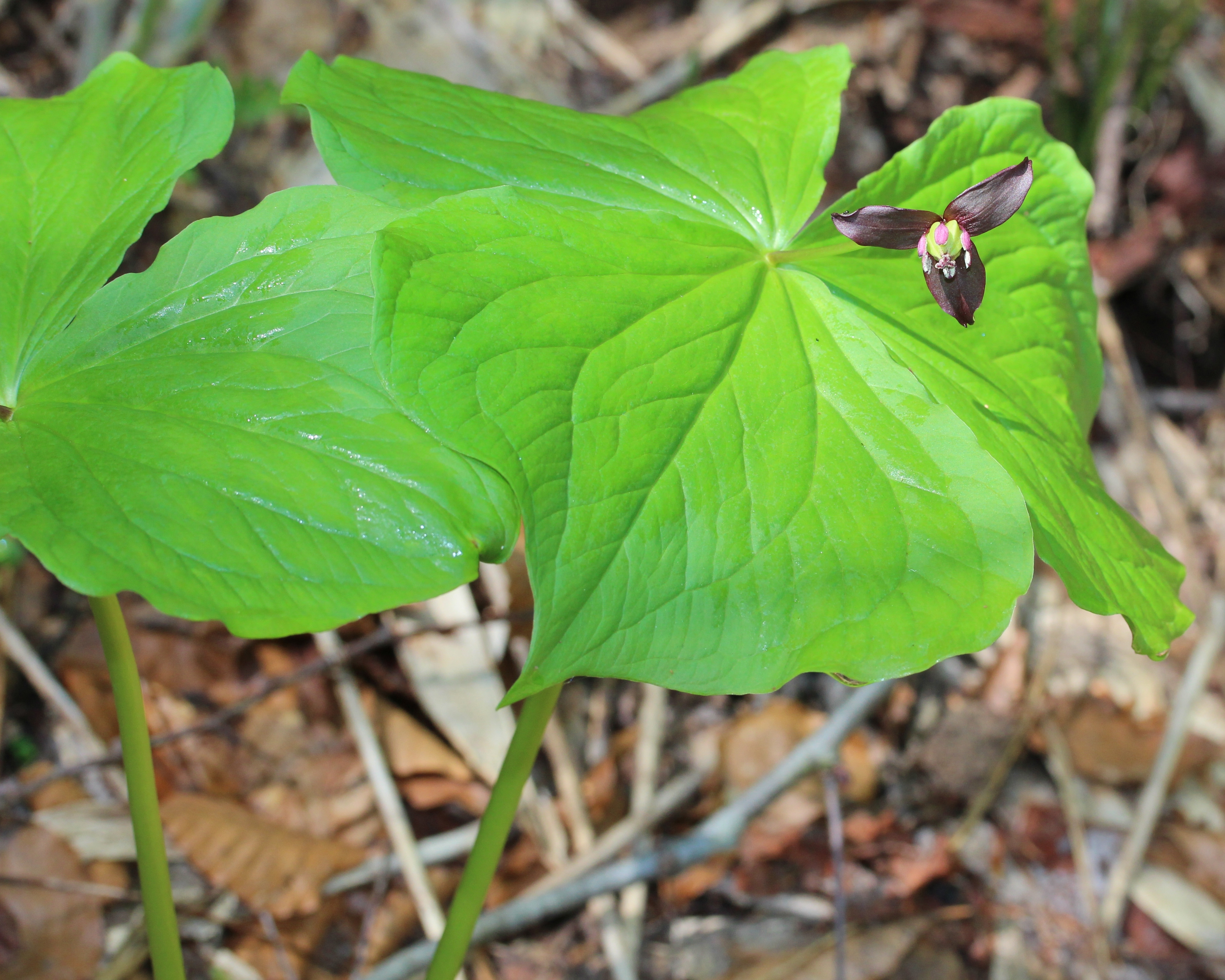
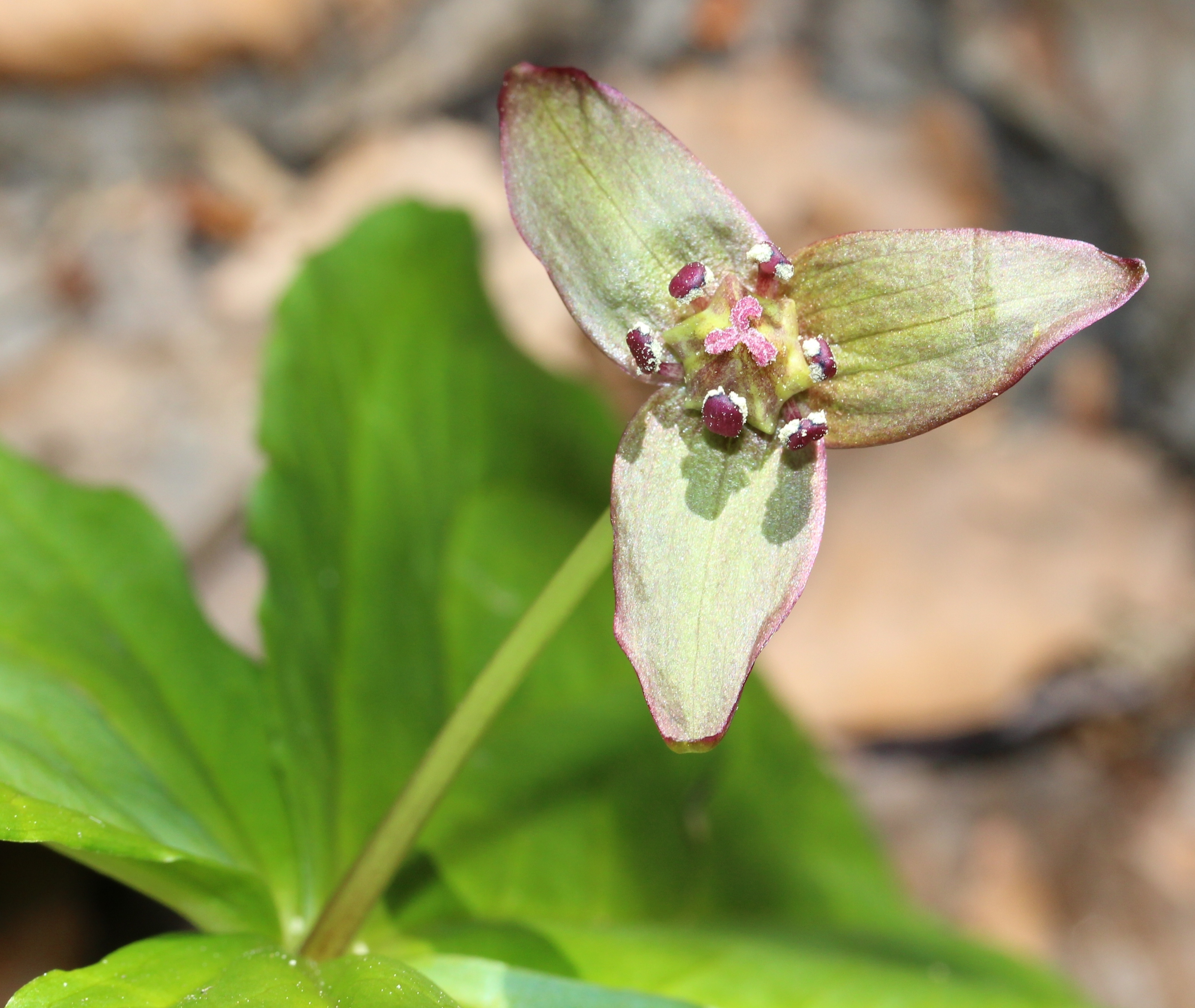
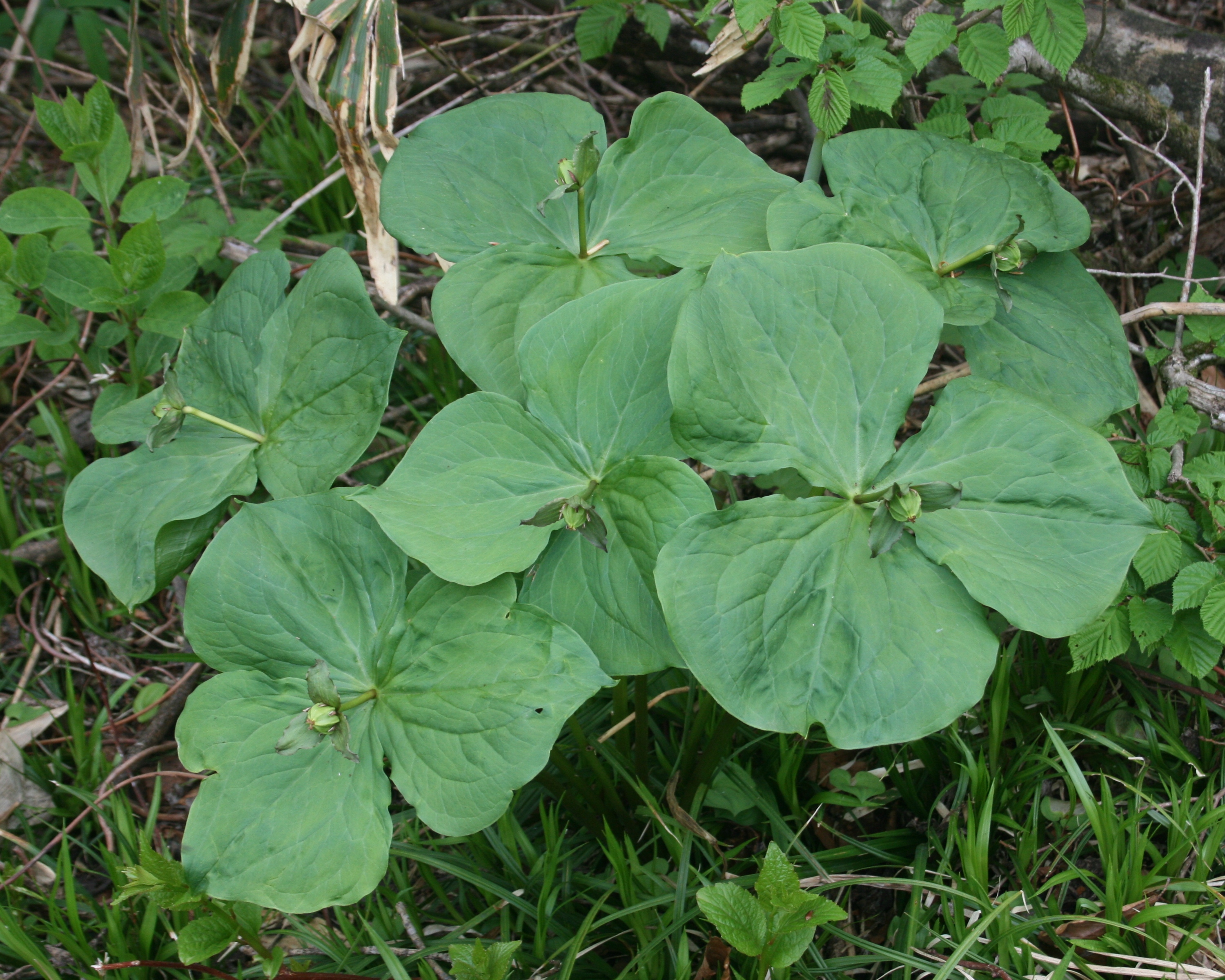